# Paris von Lodron

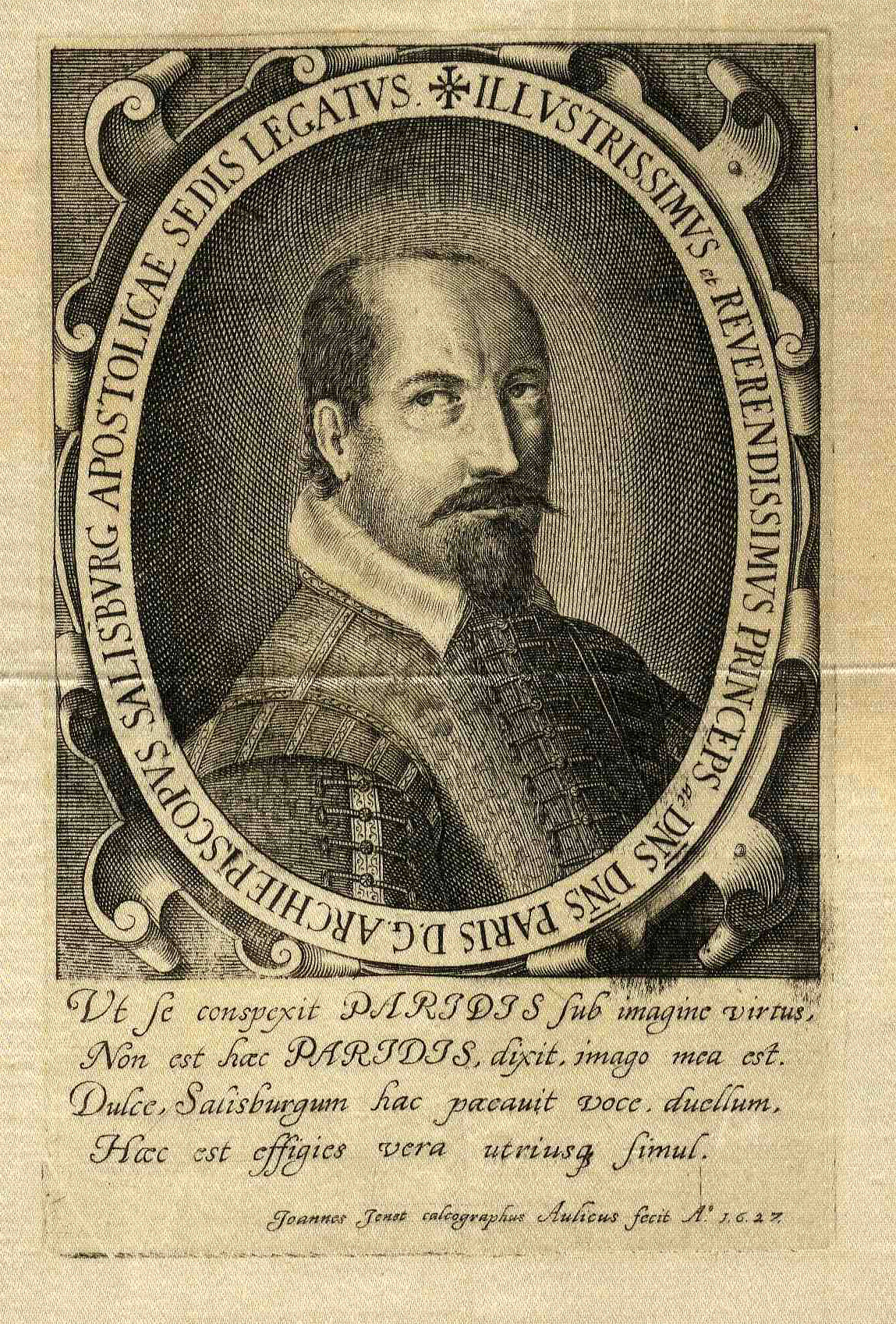
Paris von Lodron, 1627

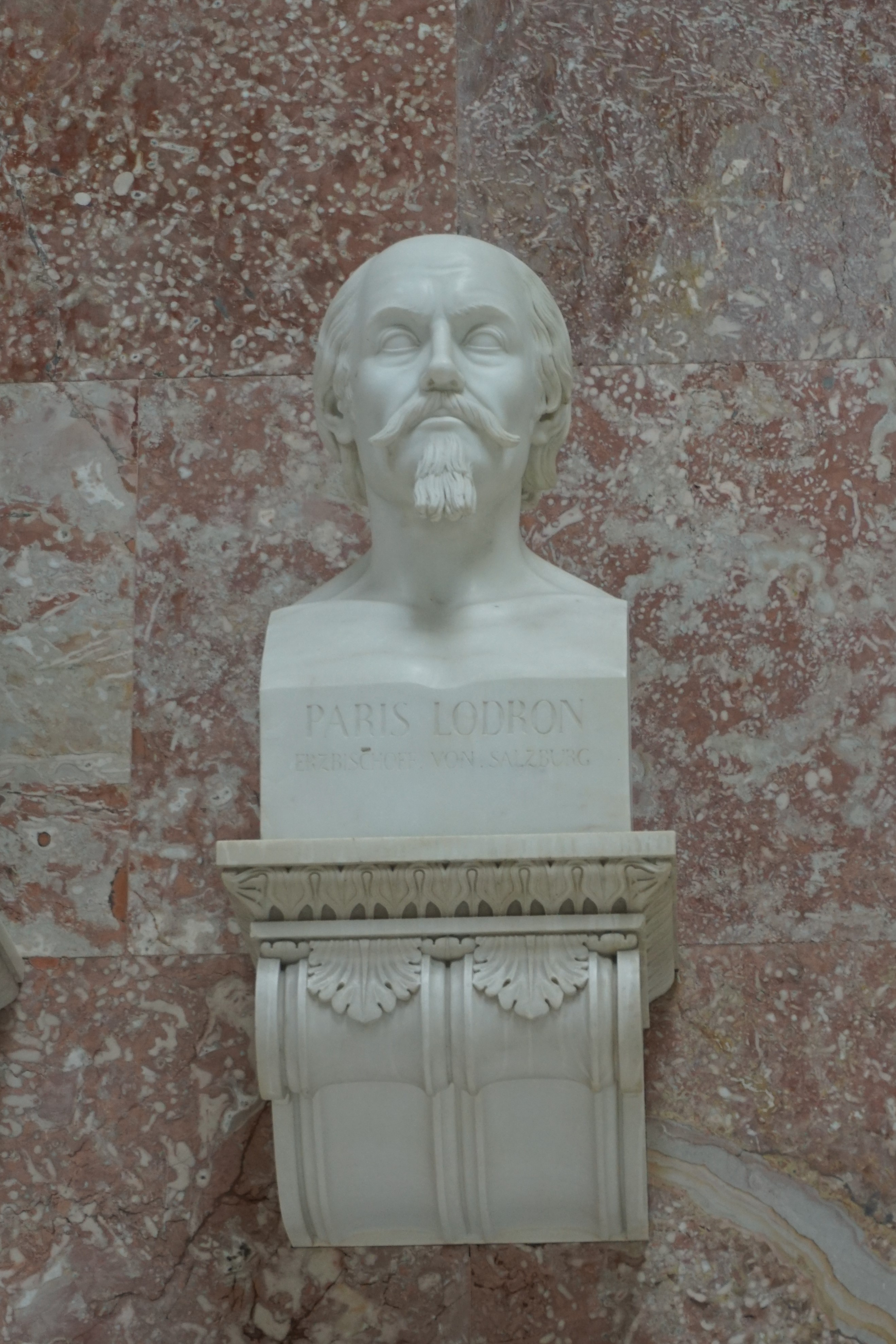
Büste 092 in der Walhalla

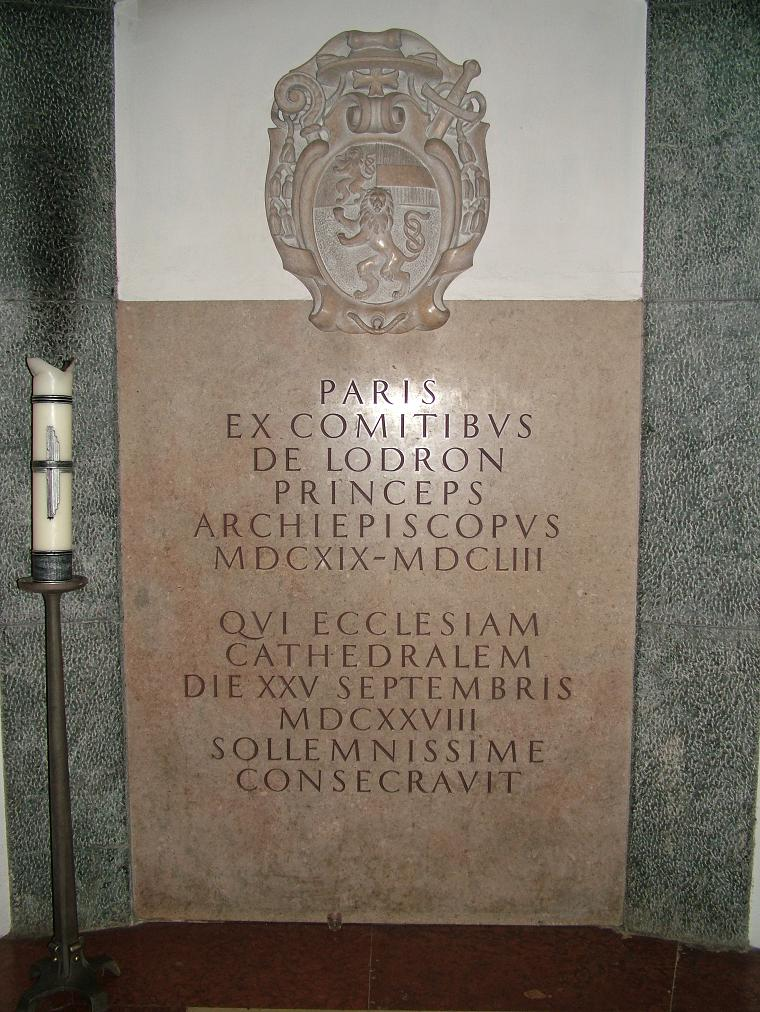
Grabstätte von Erzbischof Lodron

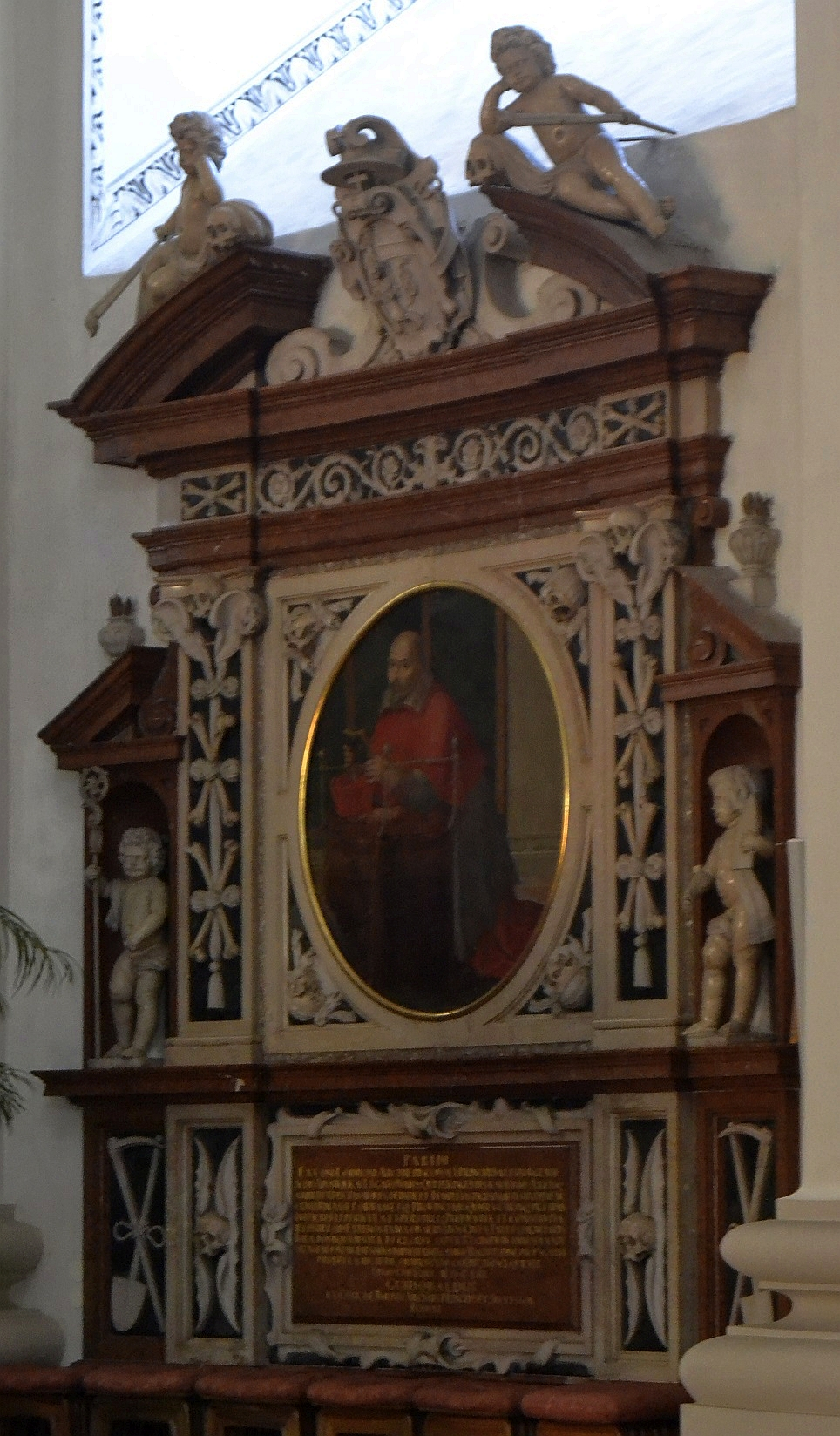
Denkmal von Erzbischof Lodron im Salzburger Dom

Paris Graf von Lodron (Paride Lodron) (* 13. Februar 1586 auf Burg Noarna; † 15. Dezember 1653 in Salzburg) aus dem Adelsgeschlecht der Lodron war von 1619 bis zu seinem Tod römisch-katholischer Erzbischof des Erzstiftes Salzburg. Während der Dreißigjährige Krieg das Heilige Römische Reich verwüstete und ein Drittel der Bevölkerung auslöschte, konnte Paris Lodron durch eine geschickte Politik Salzburg den Frieden bewahren.

## Herkunft
Paris Graf von Lodron stammt aus der ursprünglich italienischen Adelsfamilie Lodron aus dem Trentino, die im 16. und 17. Jahrhundert auch im deutschen Sprachraum Fuß fasste und zwar aus der  Linie von Vallagarina (deutsch Lagertal) oder von Castelnuovo-Castellano. Er wurde  auf der Burg Noarna (Castelnuovo) als Sohn des Grafen Nicolò/Nikolaus von Lodron (* 1549 in Castelnuovo; † 10. November 1621 in Nogaredo), kaiserlicher Obrist und Statthalter von Tirol, der Castel Noarna zu einer barocken Adelsresidenz ausbaute und den 1553 erstmals erwähnten Palazzo Lodron in Nogaredo errichten ließ, und dessen erster Gemahlin (seit 27. Mai 1585) Dorothea von Welsperg (* 1559; † 4. November 1615) geboren.
Über seinen Bruder Christoph Graf von Lodron († 1660) war Paris Graf Lodron auch mit dem fürstlichen Haus Liechtenstein verbunden, da dessen Tochter Gräfin Elisabeth von Lodron († 1688) die Mutter der Gräfin Eleonore Barbara von Thun und Hohenstein († 1723), der Gemahlin des Fürsten Anton Florian von Liechtenstein († 1721), war, der als erster das 1719 geschaffene Reichsfürstentum Liechtenstein regierte.

## Leben und Werk
Schon als Elfjähriger begab er sich zum Studium der Theologie nach Trient, später auch nach Bologna. Seine Studien beendete er bei den Jesuiten in Ingolstadt im Jahr 1604. Er wurde Maria Saaler Propst (1611–1616) und im März 1614 zum Priester geweiht. Auf Wunsch von Erzbischof Markus Sittikus von Hohenems wurde Paris Lodron zum Dompropst und zum Präsidenten der erzbischöflichen Hofkammer und, am 13. November 1619, als 33-Jähriger zum neuen Salzburger Erzbischof gewählt. Die Bischofsweihe empfing er am 23. Mai des folgenden Jahres.
Paris Lodron ließ von seinem Baumeister Santino Solari modernste venezianische Befestigungen in Stadt und Land errichten. In der Stadt wurde dabei ein wehrhafter Gürtel von fünf großen Bastionen um die Neustadt gezogen, der sich von den Linzertoren über den Raum der Franz-Josef-Straße bis zum einstigen Mirabelltor und zum Kurgarten hinzog. In der Altstadt wurden die Felsen des Mönchsbergs rundum eskarpiert (aufgesteilt und geglättet) und so als natürliche Wehrmauern nutzbar gemacht. Die Müllner Schanze bildete dabei im Norden den Abschluss der linksufrigen Altstadt. Auch die Festung Hohensalzburg wurde der neuen Wehrtechnik entsprechend erheblich ausgebaut, wobei vor allem die Vorwerke (Nonnbergbasteien, Hasengrabenbastei, Katze) verstärkt wurden.
Er gründete im Jahr 1622 die Universität Salzburg, die heute als Paris-Lodron-Universität seinen Namen trägt. Am 17. Dezember 1625 bestätigte Papst Urban VIII. diese neue Hochschule. Der Landesfürst begann, das Itzlinger Moos zu entwässern und urbar zu machen. Anlass dazu dürfte vor allem die 1625 in Salzburg grassierende Pest gewesen sein, deren Ursprung man damals in den Nebeln des Moors vermutete.
Trotz der militärischen und politischen Probleme seiner Zeit konnte Paris Lodron den Salzburger Dom fertigstellen und künstlerisch ausstatten lassen. Die Domweihe am 25. September 1628 war ein prunkvolles achttägiges Barockfest. Die Bautätigkeit Paris Lodrons in Salzburg ist durch das Familienwappen des Fürsten dokumentiert, das vor allem auf Befestigungsmauern zu finden ist. Drei Kollegiatstifte wurden durch Paris von Lodron gegründet, 1618 bzw. 1621 in Laufen, 1633 in Tittmoning und 1631 das Schneeherrenstift bei der Domkirche Salzburg.
Erzbischof Paris Lodron starb 1653 im Alter von 67 Jahren. Er wurde in der Krypta des Salzburger Doms beigesetzt.
Als einziger Salzburger Fürst wurde Paris Lodron von Ludwig I. von Bayern in der Walhalla bei Regensburg aufgenommen. Zu seinen Ehren benannte die Stadt Salzburg die Paris-Lodron-Straße.

## Wappen
Charakteristisch für das Familienwappen des Fürsten ist der Löwe mit dem Brezelschweif.

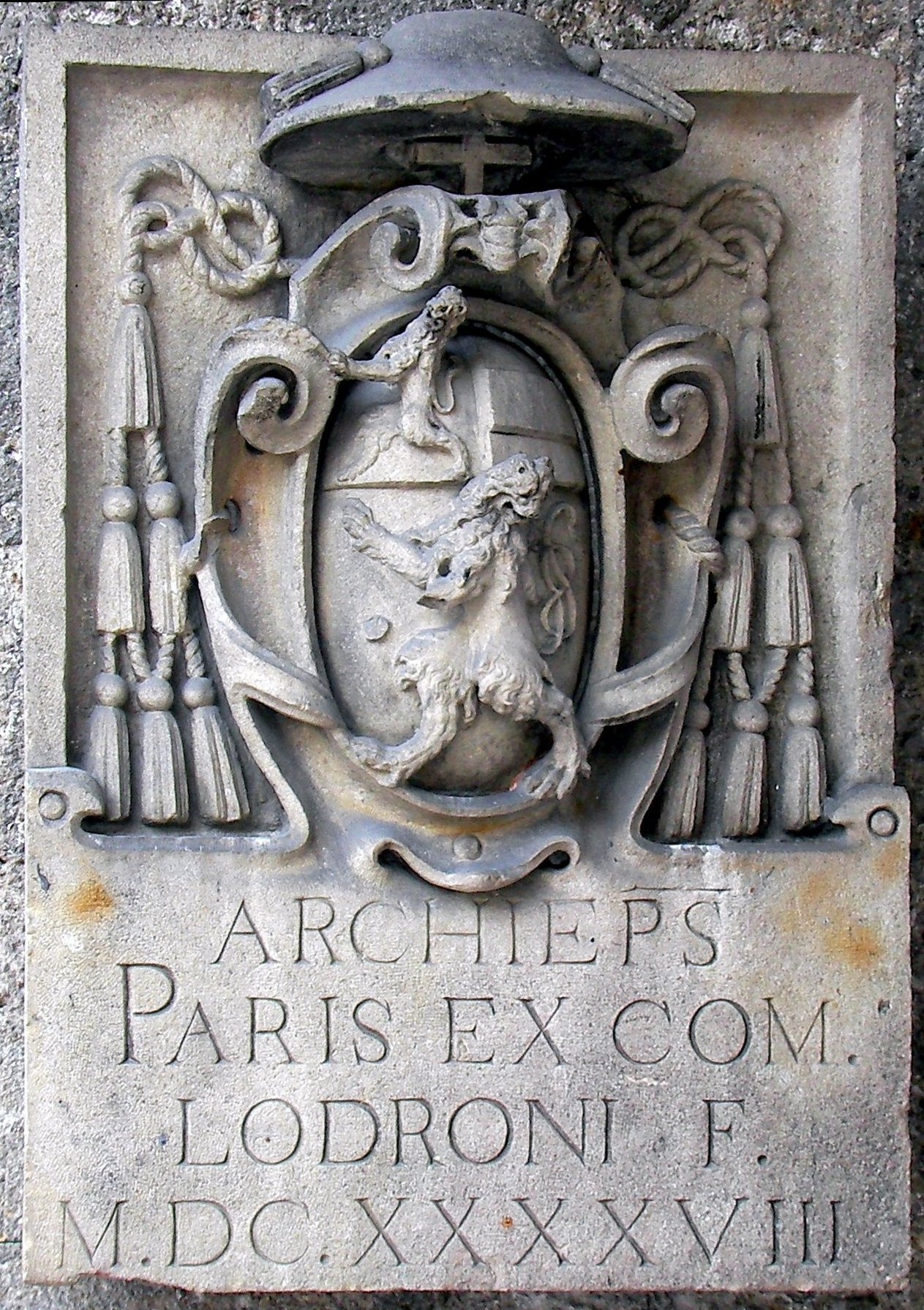
Wappen als Hochrelief
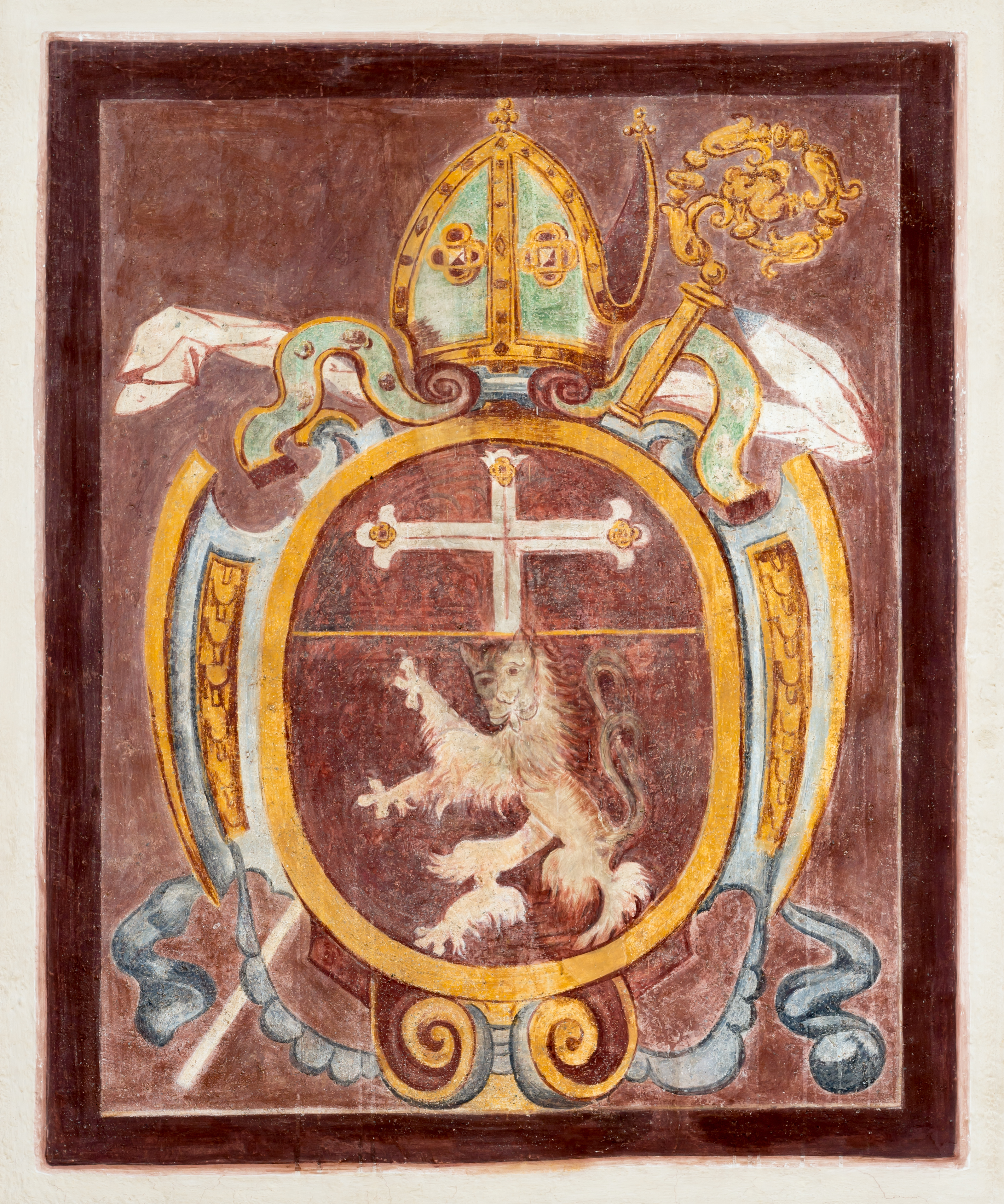
Wappen am Kapitelhaus in Maria Saal

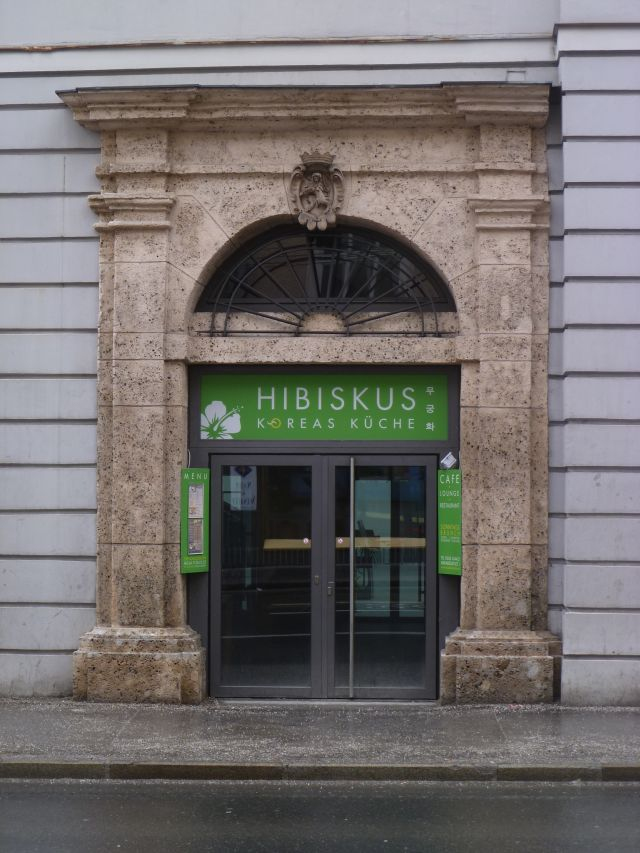
Wappen an einem Portal des Primogeniturpalastes in der Dreifaltigkeitsgasse
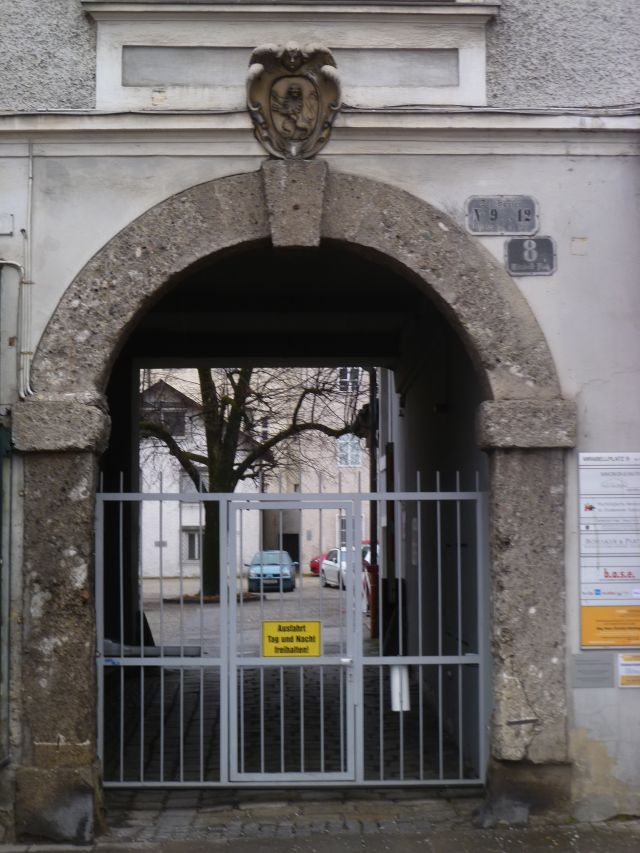
Wappen an einem Tor des Sekundogeniturpalastes am Mirabellplatz